# Vignot
Vignot is een gemeente in het Franse departement Meuse (regio Grand Est). De plaats maakt deel uit van het arrondissement Commercy. Vignot telde op 1 januari 2022 1.277 inwoners.

## Geografie
De oppervlakte van Vignot bedroeg op 1 januari 2022 16,02 vierkante kilometer; de bevolkingsdichtheid was toen 79,7 inwoners per km².

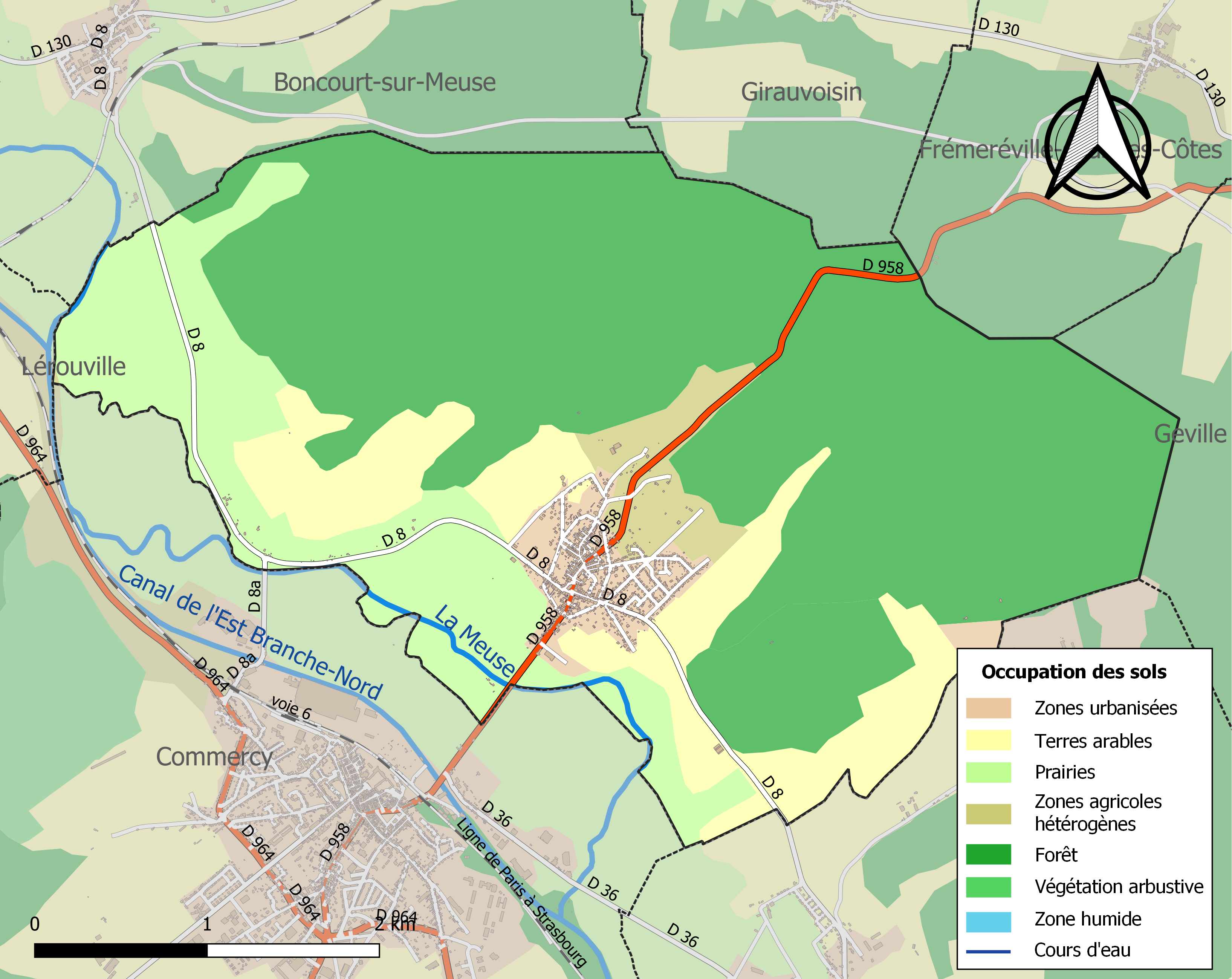
Kaart van de gemeente met de belangrijkste infrastructuur, bodemgebruik en omliggende gemeenten

## Demografie
Onderstaande figuur toont het verloop van het inwonertal (bron: INSEE-tellingen).